# Солідарність (профспілка)
Соліда́рність або Незале́жна самовря́дна професі́йна спі́лка «Соліда́рність» (пол. Niezależny Samorządny Związek Zawodowy "Solidarność", скорочено: NSZZ Solidarność) — незалежна професійна спілка робітників, створена у вересні 1980 року в Польщі, що згодом переросла в широкий суспільно-політичний рух і зробила значний внесок у боротьбу польського народу з комуністичним режимом.

## Передумови виникнення руху

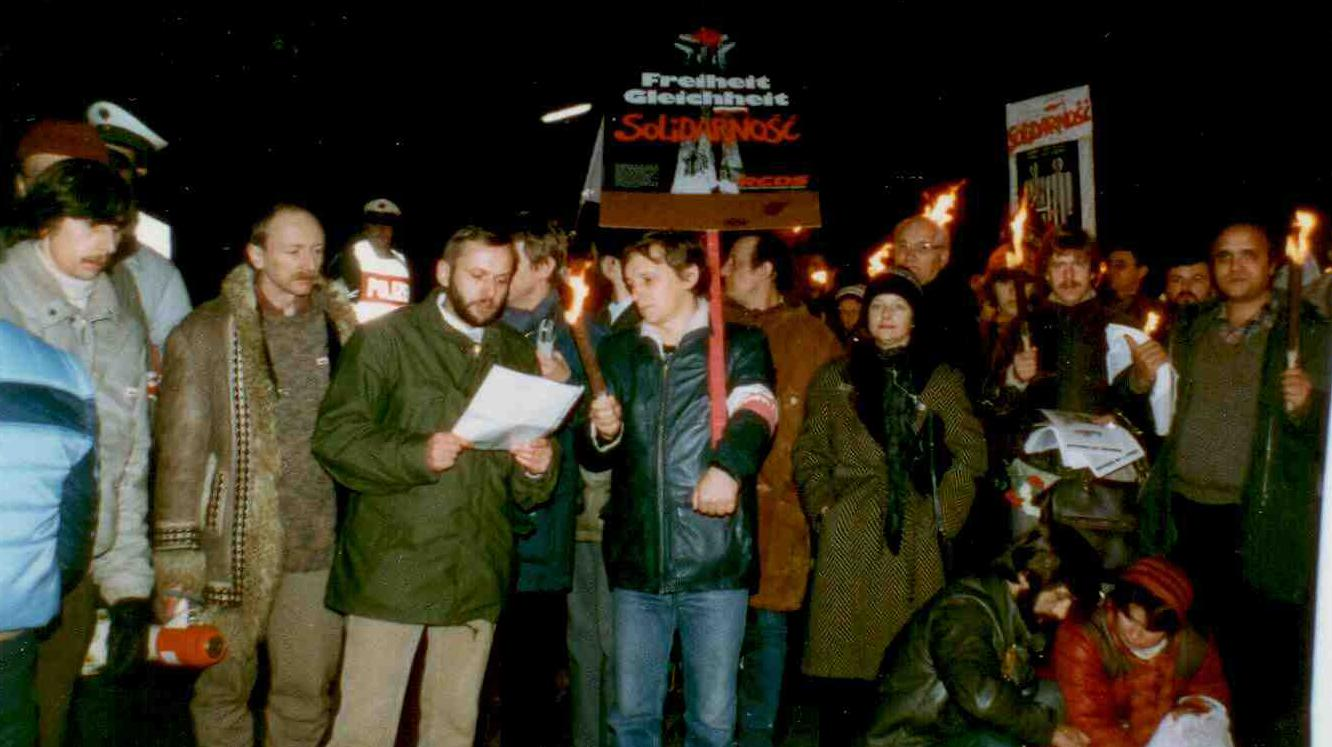
Демонстрація на підтримку «Солідарності» в Аахені (ФРН) 1983 року

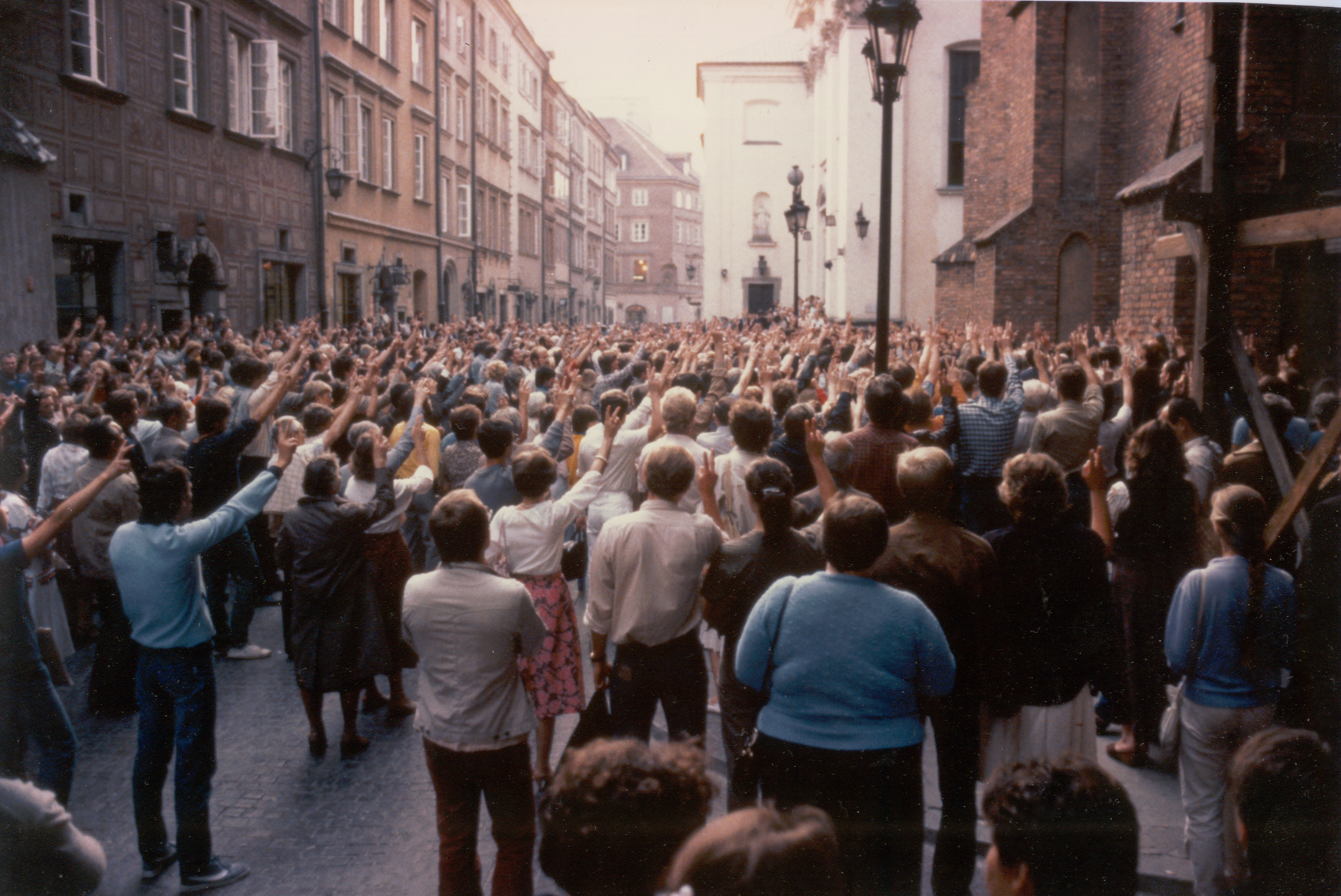
Масова демонстрація у Варшаві 1984 року

Занепад економіки країни, викликаний волюнтаристською політикою гереківського керівництва, диспропорції матеріального виробництва, загострення соціальних проблем, втрата молодим поколінням віри в «соціалістичні ідеали» привели Польську Народну Республіку до глибокої соціально-економічної та політичної кризи. Передумови її, своєю чергою, теж можна розподілити на соціально-економічні та політичні. Перші яскраво ілюструються статистичними показниками: виробництво сільгосппродукції в 1976—1980 рр. знизилося на 8 %, зокрема, рослинництва — на 16 %, загальний середньорічний спад виробництва у 1978—1980 рр. склав 6,5 %, зовнішній борг у 1976 році досяг 24 млрд доларів США, національний дохід країни в 1979 році упав на 2 %. Серед найважливіших політичних причин кризи можна виділити такі: однопартійна система і відсутність політичного плюралізму, безроздільне панування державно-партійної номенклатури, порушення прав людини, панування держави над суспільством, суто формальне існування демократичних інституцій, розрив між офіційними гаслами уряду та реаліями тощо.
Основою для формування широкої опозиції комуністичному режиму в Польщі став робітничий рух. У 70-ті роки створювались організації, які захищали права робітників, формувались об'єднання профспілкового типу. Потім стали виникати опозиційні політичні організації — Конфедерація незалежної Польщі та інші, що виступали проти соціалістичного шляху розвитку. Серед населення різко посилився вплив католицької церкви, особливо після обрання Папою Римським Іоанна Павла II в жовтні 1978 року
Зважаючи на ситуацію, що склалася, польське керівництво у травні 1980 року звернулося за економічною допомогою до СРСР, аби шляхом оперативних заходів у сфері господарства та соціальної політики бодай відтермінувати вже неминучий вибух суспільного невдоволення. Однак у Кремлі були заклопотані справою інтервенції в Афганістані, яка почалася в грудні 1979 року, і проведенням московської олімпіади 1980 року У таких умовах партія ухвалила рішення про збільшення експорту товарів широкого споживання (передусім продуктів), що при командно-адміністративній системі господарювання неодмінно мало за наслідок скорочення внутрішнього споживання. Зменшення пропозиції, своєю чергою, викликало необхідність зростання цін; щоб замаскувати свої прорахунки урядом було зроблено вибір діяти на основі концепції «крокувальних цін». Її першим виявом було запровадження без попереднього оголошення «комерційних цін» на м'ясні вироби, що досі продавалися за ринковими цінами. Фактичне підвищення цін лицемірно прикривалося словами про «комерціалізацію» торгівлі виробами з м'яса.
Становище, в якому опинилася Польща на початку 1980-х років, не було випадковістю чи невдалим збігом обставин. Передумови подій, що на декілька років позбавили нормального сну представників панівної верхівки країни, складалися протягом багатьох років як в економічній, так і в політичній сферах. Важливе значення мало організаційне оформлення опозиційних сил, що мали взяти та зрештою взяли на себе керівництво акціями суспільного протесту: умови для активізації опозиції зрештою створила сама влада.
Опозиція тоталітарному режиму існувала в Польщі й до виникнення НСЗЗ «Солідарність». У 1976 році було утворено Комітет захисту робітників (КОР), що восени 1977 року перетворився на Комітет соціальної самооборони, спираючись на Остаточний Акт Конференції з безпеки та співробітництва в Європі, він виступив на захист прав робітників, проти порушення законів при їх застосуванні. У лютому 1978 року в Катовиці виник перший Комітет вільних профспілок, а у квітні — в Гданську та в Урсусі. З літа 1978 року в різних районах Польщі стали виникати Комітети селянської самооборони, які виступили на захист інтересів селянських господарств, за реформу податкової системи та розвиток самоврядування. Криза початку 1980-х років посприяла їх активізації та консолідації.

## Початок руху

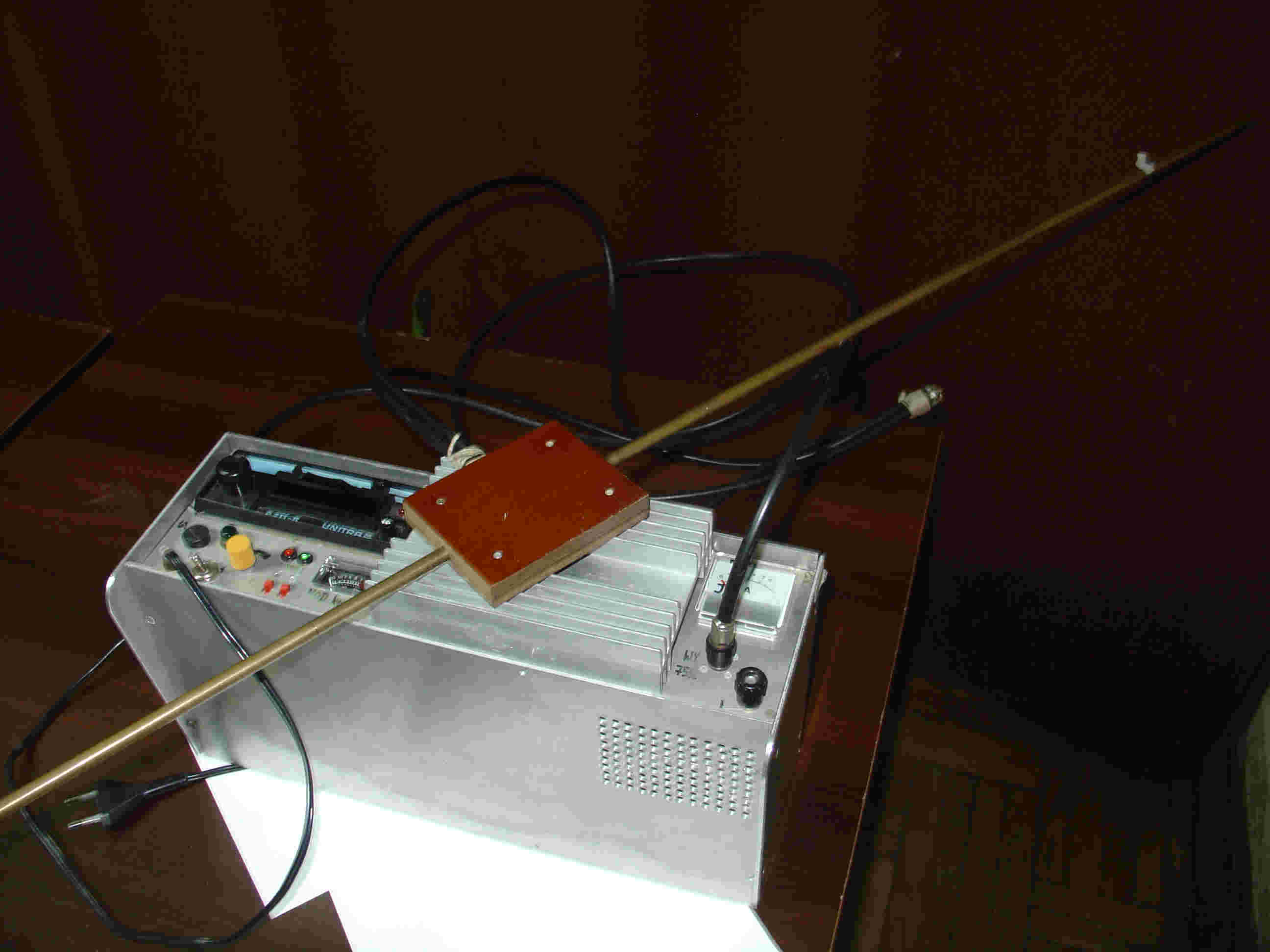
Радіопередавач, що глушив сигнал державного телебачення (TVP), а на його частоті передавав програми радіо «Солідарність»

Профспілка «Солідарність» походить зі страйкового руху робітників влітку 1980 року. З самого початку робітничий рух був морально підтриманий такими польськими інтелектуалами, як Тадеуш Мазовецький, Яцек Куронь, Адам Міхнік, Юзеф Тішнер та іншими представниками критично настроєної до комуністичного режиму польської інтелігенції, а також католицькою церквою. Суттєва практична підтримка страйкового руху також надійшла з країн Заходу: США, ФРН та ін.
Чинником великої хвилі страйків стало підвищення цін на м'ясо, що сталося 1-го липня 1980 року. Страйки мали локальний характер, але згодом поширилися по всій Польщі. Унікальним став багатотисячний марш жінок у Лодзі 30 липня 1981 року.
Приводом до вибуху страйку 14 серпня на ґданській корабельні ім. Леніна став наказ дирекції про звільнення з роботи кранівниці Анни Валентинович, яка була символічною фігурою на всьому Балтійському узбережжі ще з часів страйку 1970 року.
Одразу був заснований страйковий комітет на чолі з Лехом Валенсою. Комітет висунув вимогу із 21 політичних, соціальних та економічних тез, де центральним пунктом було погодження комуністичної держави з існуванням незалежних (від державної влади) профспілок.
Після довгих переговорів 31 серпня комуністичний уряд Польщі мусив погодитися з існуванням незалежних профспілок.
Це був початок кінця ери комунізму у Центральній і Східній Європі.
«Солідарність» стала першим у країнах радянського блоку незалежним громадським рухом у формі професійної спілки, який об'єднав під гаслом мирних змін представників усіх суспільних верств. До лав «Солідарності» вступило майже 10 млн осіб, кожен третій дорослий поляк. Серед них були численні члени комуністичної партії (ПОРП). Вона швидко переросла у широкий громадський рух, що прагнув демократизації, реалізації соціальних гарантій та скасування цензури.

## Роки реакції
Під тиском з одного боку СРСР, з іншого — через прагнення за всяку ціну зберегти панування комуністів (Польської Об'єднаної Робітничої Партії) владу в країні захопила група військових на чолі з міністром оборони Польщі генералом Войцехом Ярузельським. Побоюючись небажаного розвитку ситуації, партійне керівництво запровадило в ніч на 13 грудня 1981 року воєнний стан, а точніше запровадило в країні військову диктатуру на зразок влади військових хунт країн Латинської Америки. У великих містах було введено комендантську годину та військово-поліційне патрулювання, керівники опозиції, у тому числі Лех Валенса, були заарештовані та інтерновані. 8 жовтня 1982 через запровадження нового Профспілкового закону «Солідарність» було повністю заборонено. Незалежна профспілка «Солідарність» була змушена перейти до підпільних форм роботи.
Проте громадське невдоволення, яке зростало протягом наступних років, сила опозиції та вплив церкви, економічні проблеми та міжнародна ситуація змусили владу до ряду поступок. У 1980-ті роки влада провела половинчаті реформи політичної системи, запроваджуючи принципи, що застосовуються у демократичних устроях.
Найактивніші члени «Солідарності», особливо її праве крило, перейшли до підпільних форм боротьби. У червні 1982 у Вроцлаві засновано політичну підпільну організацію «Солідарність, що Бореться» (спочатку за назвою «Угода Солідарності, що Бореться»). Ініціатором створення організації і її головою став Корнель Моравецький, делегат 1-го З'їзду профспілки «Солідарність» у Гданську (1981 рік). На відміну від «Солідарності» — суспільного й профспілкового руху — «БС» стала із самого початку організацією із суворим членством, конспірацією та набула політичного характеру.